# Enregistrament multipista

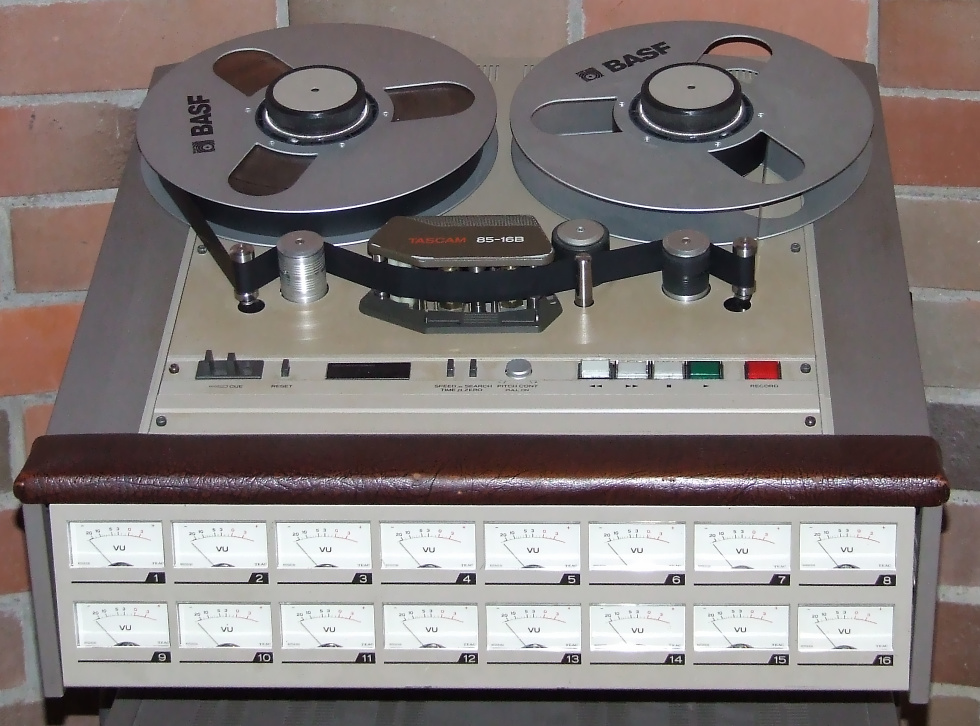
Enregistrador multipista analògic Tascam 85 16B de 16 pistes d'àudio.

L'enregistrament o gravació multipista és un mètode de gravació de so que permet registrar múltiples fonts sonores per separat per després unir-les i formar una única font. És la forma més comuna de gravar música en l'actualitat. Als anys 2000, el software d'enregistrament multipista es va tornar molt popular.

## Història
Tot i que existeixi un precedent amb un enregistrament de l'any 1941, realitzat pel saxofonista i clarinetista nord-americà Sidney Bechet titulat Sheik of Araby; a qui s'acredita com a inventor de l'enregistrament multipista, és al guitarrista, compositor i inventor nord-americà Les Paul. Va fer aportacions al disseny de la guitarra elèctrica model Gibson Les Paul per a l'empresa Gibson Guitar Corporation a l'inici dels anys 50. Paul havia experimentat amb el doblatge (superposició d'enregistraments amb el mateix instrument) cap al final dels anys 40 i va ser l'any 1948, quan la discogràfica nord-americana Capitol Records va presentar al públic un disc de 78 RPM en el qual Les Paul tocava vuit parts diferents d'una melodia amb la guitarra elèctrica. Aquestes parts van ser gravades sobre discs mestres de cera rígida; i el que va fer Paul va ser gravar una pista en un disc i després gravar un altre disc escoltant l'anterior enregistrament, mentre aquest s'unia a l'execució actual fins a completar les 8 pistes. L'enregistrament resultant, com altres de l'època, era monofònic.
L'any 1949, un amic del músic, el cantant i actor Bing Crosby li va regalar una de les primeres unitats de producció del magnetòfon de bobina oberta AmpexModel 200. En poques hores, Paul va tenir la idea de modificar l'equip afegint-li capçals addicionals d'enregistrament i reproducció que li permetessin simultàniament gravar una nova pista mentre monitoritzava la reproducció de les pistes prèviament gravades. Els experiments de Les Paul progressaven amb rapidesa i va ser l'any 1953 quan va encarregar a Ampex la construcció del primer magnetòfon de 8 pistes del món, amb els seus propis recursos.
Ampex va treure els primers magnetòfons multipista comercials l'any 1955, anomenant al procés d'enregistrament "Sel-Sinc" (Selective Synchronous Recording, Enregistrament Síncron Selectiu). Coincidint amb l'adveniment dels enregistraments sota el mètode FFRR (Full Frequency Range Recording, Enregistrament d'Ampli Rang de Freqüències), estereofòniques i de discs de vinil microsolcs d'alta fidelitat, els magnetòfons multipista aviat van arribar a ser imprescindibles per vocalistes com Crosby i Nat King Cole.
Els primers equips eren màquines analògiques de dues o tres pistes que van permetre que la veu solista fos registrada en una pista dedicada, mentre que les dues pistes restants s'usaven per a l'acompanyament. Aquest sistema també va ser utilitzat extensivament pel productor Phil Spector als anys 60.
L'any 1958, Atlantic Records es va convertir en la primera companyia en instal·lar un magnetòfon de 8 pistes al seu estudi d'enregistrament. No obstant això, els magnetòfons amb quatre o més pistes van ser restringits principalment als estudis d'enregistrament dels Estats Units fins a mitjans dels anys 60, principalment a causa de les restriccions d'importació i l'alt cost de la tecnologia.
A Anglaterra, el productor independent Joe Meek va realitzar tots els seus primers enregistraments innovadors dels anys 60 utilitzant magnetòfons monofònics. El productor George Martin, d'EMI, va ser considerat un innovador pel seu ús de magnetòfons de dues pistes com a mitjà per fer millors enregistraments monofònics, balancejant acuradament les veus i els instruments acompanyants. El famós estudi d'enregistrament anglès d'Abbey Road no va instal·lar màquines de quatre pistes fins a l'any 1963, rao per la qual els primers enregistraments de The Beatles d'abans d'aquest any es van realitzar amb gravadors de dues pistes.
Alguns països es van retardar notablement en la instal·lació de gravadors multipista als seus estudis. Per exemple, a Austràlia no es va instal·lar un magnetòfon de quatre pistes fins a l'any 1966 i els primers gravadors de 8 pistes van aparèixer a finals dels anys 60.
El potencial artístic de l'enregistrament multipista va cridar l'atenció del públic als anys 60, quan artistes com The Beatles i Beach Boys van començar a realitzar extensivament enregistraments multipista, i llavors virtualment tota la música popular va ser gravada d'aquesta manera. La tecnologia es va desenvolupar molt ràpidament durant aquests anys.
Durant els anys 70, els gravadors de 16, 24 i 32 pistes es van fer comuns, juntament amb les cintes d'enregistrament de 2 i 3 polzades d'ample (5.08 cm i 7.62 cm, respectivament). Per un altre costat, l'adveniment del casset cap a l'any 1963, va conduir a l'aparició de les màquines portàtils de quatre pistes com el portaestudi de l'empresa Tascam que van aparèixer l'any 1979. Encara que els equips que funcionaven amb cassette no podien proporcionar la mateixa qualitat d'àudio que els de bobina oberta, van servir com a eina útil per a músics professionals i semi-professionals en l'enregistrament de maquetes musicals.
Avui dia, els gravadors de diverses pistes poden ser analògics o digitals, i estan disponibles amb moltes més pistes. Els equips multipista analògics utilitzats en la indústria registren fins a 32 pistes en una cinta de 2 polzades d'ample (com els Telefunken M15-32, Otari MX-8032 o Tascam ATR80/32), però els equips digitals poden tenir un nombre gairebé il·limitat de pistes simultànies i poden gravar i reproduir a partir de mitjans i formats diversos que inclouen la cinta digital (DAT, ADAT), els discs durs i discs òptics (CD i formats derivats). La reducció de costos ha fet més fàcil trobar tecnologia d'enregistrament multipista fora de l'àmbit d'un estudi d'enregistrament típic. Per exemple, el programari GarageBand que s'inclou en tots els ordinadors nous de la companyia Apple Computer, és utilitzat per gent molt interessada en barrejar música i realitzar podcasts de manera econòmica.
Durant l'any 1995, una altra revolució en l'enregistrament multipista va començar amb l'arribada d'equips digitals econòmics, que van gravar el so a un disc dur, a una cinta de format digital (per exemple, ADAT), o, en alguns casos, a minidiscs. Els preus d'aquestes màquines van baixar amb el temps.
Mentrestant, el poder de l'ordinador personal va anar incrementant, de manera que avui dia, és un dispositiu suficientment potent per operar com un gravador multipista complet, utilitzant maquinari i programari de baix preu (per sota dels 1000 dòlars).
Alguns dels principals fabricants de gravadors multipista de l'actualitat són Tascam (basats en discs durs o cassettes), Alesis (basat en cinta digital ADAT), Roland, Fostex i Yamaha, aquests últims basats en discs durs.

## Flexibilitat de l'enregistrament multipista
Durant l'enregistrament multipista els instruments musicals i les veus es poden registrar, un alhora o simultàniament, en pistes individuals, de manera que els sons puguin ser processats i manipulats individualment per produir els resultats desitjats. Per exemple, després de gravar algunes parts d'una cançó, un artista pot escoltar solament una d'elles, "silenciant" les altres. Si no li agradés o trobés un error en alguna pista, i desitgés substituir-la, solament tornaria a enregistrar aquesta part, en comptes d'enregistrar tota la cançó. Aquesta llibertat d'edició és una dels beneficis més grans de l'enregistrament multipista.
Si totes les veus i instruments es registren individualment en pistes diferents, l'artista pot conservar el control complet sobre la forma final de la cançó, durant la fase de masteritzatció.
Si l'artista desitgés aplicar un efecte a, per exemple, una determinada pista i uns altres a les restants (o deixar-les en la seva forma original) no podria fer-ho si tots anessin registrats en una mateixa pista, però si s'han registrat sobre pistes separades, l'artista pot barrejar les diverses veus que integren una cançó d'acord amb la seva visió, amb plena llibertat.
L'enregistrament multipista permet que un sol músic registri múltiples parts creant un so de conjunt o d'orquestra i que els duets i els trios produeixin un so més "gran", "doblegant" parts o agregant diversos instruments. Fins i tot, un cantant pot crear un enregistrament comercial, com va passar amb l'artista Bobby McFerrin, el qual va executar vocalment totes les parts en els seus enregistraments (dels anys 1980 a 2000).
L'enregistrament multipista d'una cançó també deixa obertes les possibilitats de mescles futures. Si la cançó no estava disponible en format multipista, el treball de l'artista de tornar-ho a mesclar tot podria ser molt difícil, o impossible, perquè una vegada les veus s'han registrat juntes durant la fase de masterització, són inseparables. Teòricament, podrien utilitzar-se filtres selectius en freqüència per fer això, però no s'ha obtingut un gran grau d'èxit, possiblement a causa de la naturalesa multiarmònica de molts instruments musicals.
Una altra possibilitat de l'enregistrament multipista és la d'aïllar les veus d'artistes, morts o no, per incloure nous acompanyaments. Aquest és l'origen dels àlbums que s'han realitzat durant els últims anys amb les veus de José Alfredo Jiménez, Javier Solís, Tito Rodríguez, Rocío Dúrcal i José José.

## Suport d'enregistraments analògics
Les tecnologies digitals d'enregistrament multipista també s'utilitzen amb èxit per a la transcripció a format digital d'enregistraments sota normes diferents. És normal que les voltes d'arxiu o biblioteques de cintes (locals on es guarden cintes mestres d'àudio, sota condicions especials) estiguin plenes d'enregistraments en formats com per exemple discs de 78 RPM (o motlles mestres, en certs casos) i cintes mestres d'àudio (des d'1 fins a 32 pistes). El maneig d'arxius com aquests sol ser problemàtic, a causa dels grans volums ocupats per aquests materials. Per aquesta raó, aquestes companyies contracten estudis d'enregistrament perquè els traslladin a suports digitals com els discs òptics (CD i DVD). Per a això, les cintes mestres han de ser manejades i netejades acuradament. Després, és possible reproduir-les en un magnetòfon adequat i, si són multipista, és possible registrar individual i simultàniament totes les pistes i convertir-les en arxius d'àudio (mp3, wav, ogg). Després, cada arxiu (que representa a cada canal o pista) és recolzat en discs òptics, els quals ocupen un volum sensiblement menor. Quan calgui l'edició comercial en CD d'aquests arxius, una persona experimentada podrà afegir efectes a les pistes individuals i redistribuir-les als canals estèreo, i així obtenir un enregistrament de millor qualitat de so que l'enregistrament original.

## Ús de l'ordinador com a equip multipista
Actualment, qualsevol artista amb suficient dedicació i talent pot produir literalment un àlbum de vendes milionàries en el seu propi dormitori, usant solament el seu ordinador personal com a màquina multipista professional. Per utilitzar un ordinador personal com a dispositiu multipista, ha de tenir uns determinats elements:
- Una targeta de so.
- Programari d'enregistrament multipista instal·lat i en funcionament a l'ordinador (aquest programari està disponible a baixos preus o encara pot ser gratuït, com és el cas del programari lliure i de font oberta).
- Almenys, un o més instruments musicals com una guitarra o un sintetitzador, a més d'un bon micròfon per gravar les veus d'un solista i de qualsevol altra font de so.

Això és tot el necessari per instal·lar un estudi multipista a casa capaç de produir enregistraments d'alta qualitat. La captura de l'àudio es duu a terme quan la targeta de so es connecta a un micròfon, mitjançant l'entrada corresponent, si es grava una pista de veu; o unint un cable estèreo provinent de dispositius electrònics (com un sintetitzador o un amplificador de guitarra elèctrica) a l'entrada de línia d'aquesta targeta. Els ordinadors amb programari i maquinari apropiats poden gravar diverses pistes d'àudio alhora. La interfície d'àudio pot connectar-se amb l'ordinador mitjançant targetes PCI, connexions USB o Firewire.
Les veus dels instruments i dels solistes es registren en arxius individuals al disc dur de la computadora, i funcionen com les pistes dels gravadors tradicionals.
Efectes com la reverberació, cors i ressons poden ser aplicats pel programari. Quan els músics estan satisfets amb el so, les pistes múltiples es barregen amb ajuda del programari multipista per obtenir un enregistrament estereofònic. Finalment, l'enregistrament resultant es pot guardar a un CD-ROM, que després pot ser copiat per obtenir còpies comercials, llistes per a la seva distribució.
Els principals programaris multipista per a ordinadors personals inclouen Pro Tools de Digidesign, SONAR de Cakewalk, Cubase de Steinberg, i Logic Pro d'Apple. Pro Tools és un programari estàndard a la majoria dels estudis d'enregistrament de tot el món. Per la seva banda, Audacity i Ardour són programes de programari lliure populars per l'enregistrament de diverses pistes.

## Ordre d'enregistrament dels instruments
A la majoria dels enregistraments populars moderns, la bateria i els instruments de percussió són els primers que es graven. Hi ha diverses raons per a això. La bateria és, generalment, l'instrument que marca el ritme; per tant, és molt més fàcil per als músics que graven les últimes pistes, seguir el ritme. En canvi, un baterista trobaria molt difícil gravar juntament amb una pista prèvia sense la percussió, a causa de les variacions probables en el "tempo" dels músics. A més, per mantenir exactament un ritme preestablert, un baterista necessitaria que el so dels altres instruments fos molt sorollós per competir amb el seu instrument; apartant la possibilitat que els micròfons de la bateria recullin el so dels altres instruments a través dels auriculars del músic, l'exposició perllongada a tant volum pot perjudicar la seva audició. Per mantenir aquest ritme, el més normal és gravar la bateria per alguns segons i després repetir aquesta pista fins al final de la interpretació.
Encara que el so de la bateria pogués estar barrejat en un parell de pistes, la bateria i cada instrument de percussió individual es poden registrar inicialment en la seva pròpia pista individual. La bateria i la percussió combinades poden ocupar la major quantitat de pistes utilitzades en un enregistrament. Es fa això per poder processar cada instrument de percussió individualment per obtenir un efecte màxim. L'equalització s'utilitza sovint en els tambors individuals de la bateria, la qual cosa evidencia el seu so característic individual.
Les últimes pistes que es registren són generalment les veus (encara que, inicialment, es pot gravar una pista vocal temporal com a referència per als músics). La raó és que el o els cantants poden adaptar la seva expressió vocal d'acord amb l'acompanyament i viceversa.